# Federal Times
Federal Times est une source d'information pour les cadres supérieurs du gouvernement américain sur les tendances et les problèmes auxquels ils sont confrontés dans le cadre de leur travail et de leur carrière.
Le magazine est publié six fois par an. Federal Times fait partie de Sightline Media Group, qui faisait autrefois partie de la Gannett Company et appartient désormais à Regent. Le magazine est basé à Tysons, en Virginie.
Sightline Media Group a été vendu en 2016 par Tegna Inc. à Regent, une société de capital-investissement basée à Los Angeles, en 2016 par Tegna Inc..

## Source
- (en) Cet article est partiellement ou en totalité issu de l’article de Wikipédia en anglais intitulé « Federal Times » (voir la liste des auteurs).